# VIRGOHI21
VIRGOHI21 — протяжённая область нейтрального водорода (HI) в скоплении Девы, открытая в 2005 г. Анализ внутренних движений показал, что данная область может содержать значительное количество тёмной материи, сопоставимое по массе с маленькой галактикой. Поскольку в VIRGOHI21 не были обнаружены звёзды, она может являться одной из первых открытых тёмных галактик. Но, возможно, данная область может являться приливной структурой ближайшей к ней галактики NGC 4254.

## Наблюдаемые свойства
Область VIRGOHI21 была открыта при наблюдениях на радиотелескопе излучения нейтрального водорода на длине волны 21 см. Излучение было зарегистрировано от области водорода, имеющей массу около 100 млн масс Солнца и расположенной в 50 млн св. лет от Солнца. При анализе доплеровского сдвига спектральных линий была обнаружена значительная ширина профиля скорости, означающая, что различные части газовой области двигаются с высокими скоростями относительно друг друга. Последующие наблюдения на телескопе «Хаббл» показали наличие очень малого числа звёзд (несколько сотен).

## Гипотеза о тёмной галактике
Если интерпретировать широкий профиль скорости VIRGOHI21 как следствие вращения, то наблюдаемого количества водорода оказывается недостаточно для объяснения подобного вращения. Обеспечить такое вращение может наличие гало тёмной материи с массой порядка 10 млрд масс Солнца. Поскольку наблюдается малое количество звёзд, то отношение масса-светимость составляет приблизительно 500, что превышает типичные значения для нормальных галактик (около 50). Сильное притяжение гало тёмной материи в подобной интерпретации объясняет возмущения в ближайшей спиральной галактике NGC 4254 и существование области-моста из нейтрального водорода между данными системами.
Если гипотеза подтвердится, то VIRGOHI21 станет первой открытой тёмной галактикой, ранее существование таких галактик предсказывалось моделированием систем из тёмной материи. Несмотря на то, что ранее наблюдались несколько галактик-кандидатов в тёмные галактики, в ходе последующих наблюдений они оказывались либо очень слабыми обычными галактиками, либо приливными структурами. VIRGOHI21 считается наиболее вероятным примером тёмной галактики.

## Гипотеза о приливной структуре
Полученные при наблюдениях на телескопе Westerbork Synthesis Radio Telescope (WSRT) и в обсерватории Аресибо высокочувствительные карты более широкой области вблизи VIRGOHI21 показали, что VIRGOHI21 окружена более протяжённым приливным хвостом от NGC 4254. Распределение нейтрального водорода и поле скоростей могут быть воспроизведены в модели, представляющей столкновение NGC 4254 на высокой скорости с другой галактикой (возможно, с NGC 4192). Остатки подобных приливных структур часто обнаруживаются в скоплении Девы, где высокая плотность галактик приводит к их частым взаимодействиям. Данные результаты показывают, что VIRGOHI21 не является необычным объектом, поскольку находится на краю наиболее плотно населённой области скопления Девы.
В первоначальной работе, описывающей VIRGOHI21 как тёмную галактику, были приведены следующие аргументы против интерпретации области как приливной структуры: взаимодействия галактик на высокой скорости обычно не создают крупных приливных структур, необходимая высокая скорость нетипична для данной части скопления Девы, наблюдаемый профиль скорости противоречит профилю, получаемому для приливных структур. Согласно утверждению Р. Минчина (англ. Robert Minchin) из обсерватории Аресибо, «если водород VIRGOHI21 был вытянут из ближайшей галактики, то подобное взаимодействие должно было вытянуть и звёзды». Сторонники интерпретации области как приливной структуры провели моделирования, показавшие, что различия наблюдаемого профиля скорости и модельного были связаны с ориентацией приливной структуры относительно наблюдателей на Земле.